# Lucas-Gletscher
Der Lucas-Gletscher ist ein Gletscher auf Südgeorgien. Er fließt in nördlicher Richtung zur Bay of Isles.
Robert Cushman Murphy kartierte den Gletscher bei seinem Besuch Südgeorgiens (1912–1913) an Bord der Brigg Daisy. Er benannte ihn nach Frederic Lucas (1852–1929), zu dieser Zeit Direktor des American Museum of Natural History.